# Open-E, Inc.
Open-E, Inc. Es una Compañía de Desarrollo de Software de Almacenamiento de Datos Empresariales equipo de almacenamiento de datos, con sede en los Estados Unidos y Europa. Open-E, Inc. fue fundada en 1998 en Alemania. Su sede se trasladó a los Estados Unidos después de la Recepción de Fondos de Capital por parte de OpenView Venture Partners en 2007.

## Productos

### JovianDSS
Open-E JovianDSS es un Software basado en ZFS (sistema de archivos) y GNU/Linux. Sistema de Almacenamiento Definido por software diseñado para entornos de Almacenamiento de Centro de Datos, Empresas y Proveedores de Nube (Cloud). Puede ser instalado en Servidores para crear una red de área del almacenamiento que utiliza iSCSI. El Producto cuenta con la característica de Protección de Datos Fuera de Sitio Off-Site como Estrategia de Backup, archivado y recuperación en caso de desastres. Realiza replicaciones asíncronas en sitios o ubicaciones locales que permiten la Restauración instantánea como parte de un Plan de recuperación ante desastres.

### DSS V7
Open-E DSSV7 es un software de Almacenamiento del Datos basado en GNU/Linux utilizado para construir y dirigir servidores de almacenamiento de Datos Centralizados: red almacenamiento sujetado (NAS) y Red de Área del Almacenamiento (SAN), incluyendo Canal de Fibra, NFS, iSCSI y InfiniBand.  El software puede ser utilizado para almacenamiento de virtualización, grupos de almacenamiento de disponibilidad altos, entornos de red con muchos clientes y Copias de Seguridad o Backup. Con activo-pasivo failover para NFS y iSCSI, activo-activo failover para NFS y iSCSI, replicaciones, snapshots,  agentes de copia de seguridad, multipath I/O, NICs bonding y más. Open-E DSS V7 funciona con VMware, Citrix y Microsoft  Hyper-V.